# Díode de senyal 1N4148

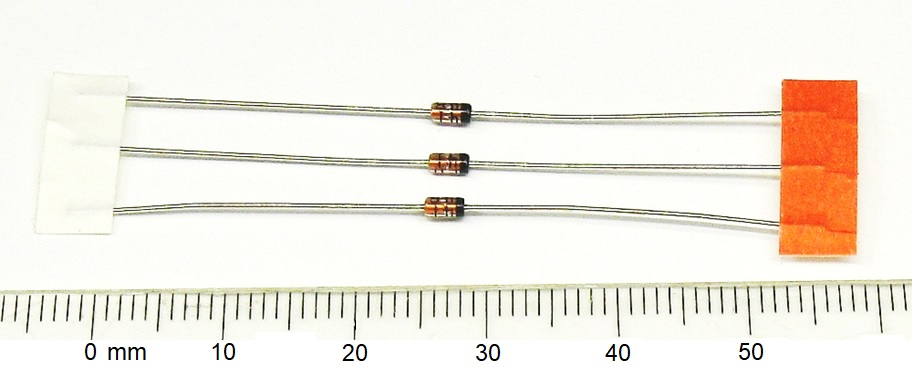
Tres díodes 1N4148 en paquet axial de vidre DO-35. La banda negra de la dreta és el costat del càtode.

El 1N4148 és un díode de senyal de commutació de silici estàndard. És un dels díodes de commutació més populars i de llarga vida per les seves especificacions fiables i el seu baix cost. El seu nom segueix la nomenclatura JEDEC. El 1N4148 és útil per canviar aplicacions fins a unes 100 MHz amb un temps de recuperació inversa no superior a 4 ns.

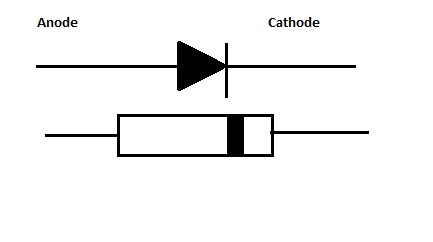
Símbol esquemàtic del díode vs marcatge del càtode al paquet.

## Història
Texas Instruments va anunciar el díode 1N914 el 1960. Va ser registrat a JEDEC per Texas Instruments no més tard de 1961, i va ser de segona font per 11 fabricants aquell mateix any.
El 1N4148 es va registrar a JEDEC el 1968 com a díode de senyal de commutació de silici per a aplicacions militars i industrials. Va ser de segona font per molts fabricants; Texas Instruments va enumerar la seva versió del dispositiu en un full de dades d'octubre de 1966.
Aquests 1N914 i 1N4148 tenen una popularitat duradora en aplicacions de baix corrent.

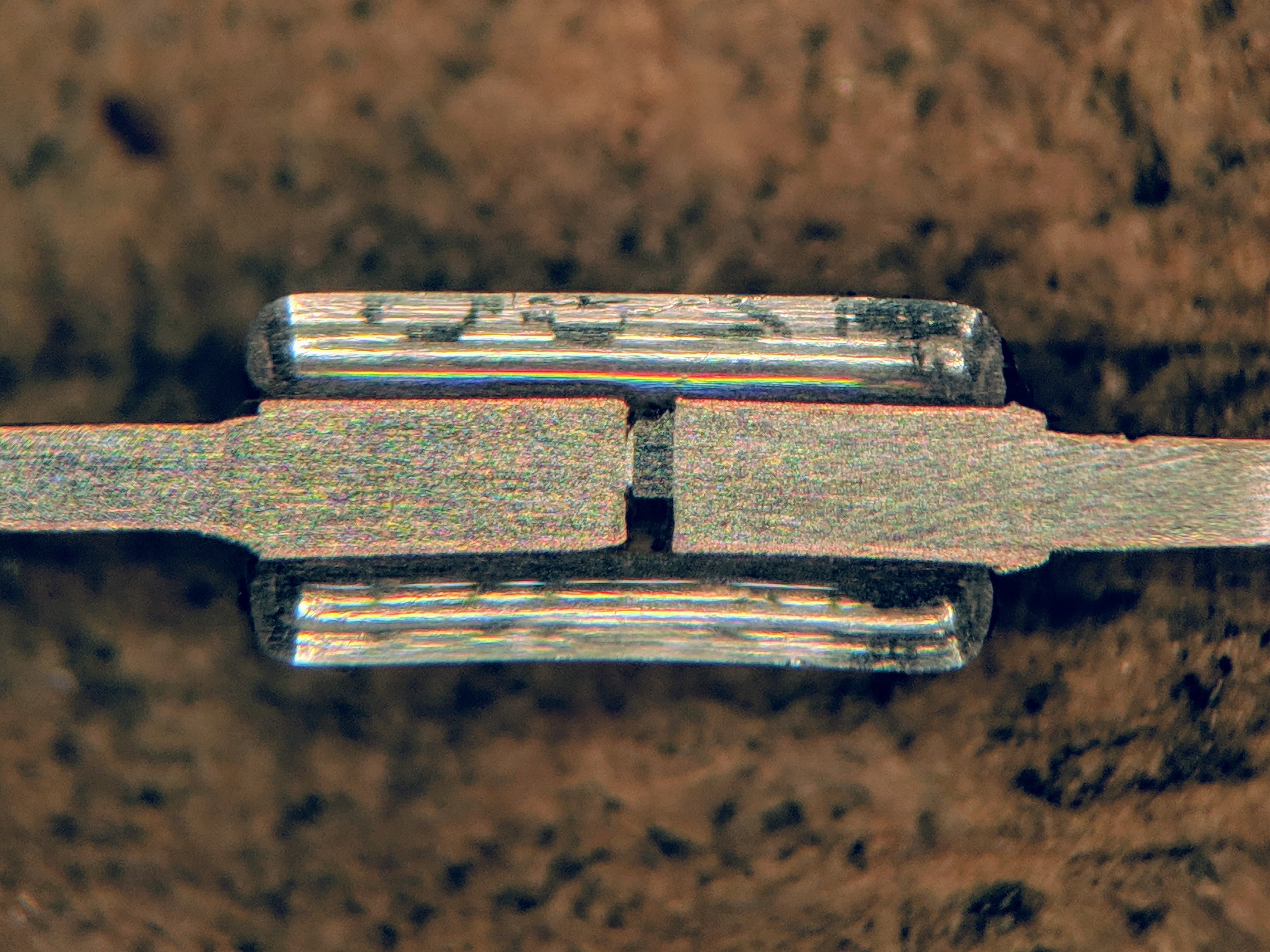
Secció transversal d'un paquet axial de vidre 1N914

## Visió general
Com a díode de commutació produït en massa més comú, l'1N4148 va substituir l'antic 1N914, es poden utilitzar de manera intercanviable i són reemplaçaments de referència creuada entre si. Es diferencien principalment en les seves especificacions de corrent de fuga, però avui la majoria de fabricants enumeren especificacions comunes. Per exemple, Vishay enumera el mateix corrent de fuga per a ambdues parts:
- 25 nA a -20 V, 25 °C
- 5 μA a -75 V, 25 °C
- 50 μA a -20 V, 150 °C

## Encapsulats
Els números de peça registrades de JEDEC 1N914 i 1N4148 originalment només estaven disponibles en un paquet axial, però amb el temps també es van anar disponibles peces similars en paquets de muntatge superficial.
Encapsulat de forat passant:
- 1N4148 en paquet axial de vidre DO-35.

Encapsulat de muntatge en superfície:
- LL4148 al paquet MiniMELF.
- 1N4148W en paquet SOD-123.
- 1N4148WS en paquet SOD-323.
- 1N4148WT en paquet SOD-523.

## Especificacions

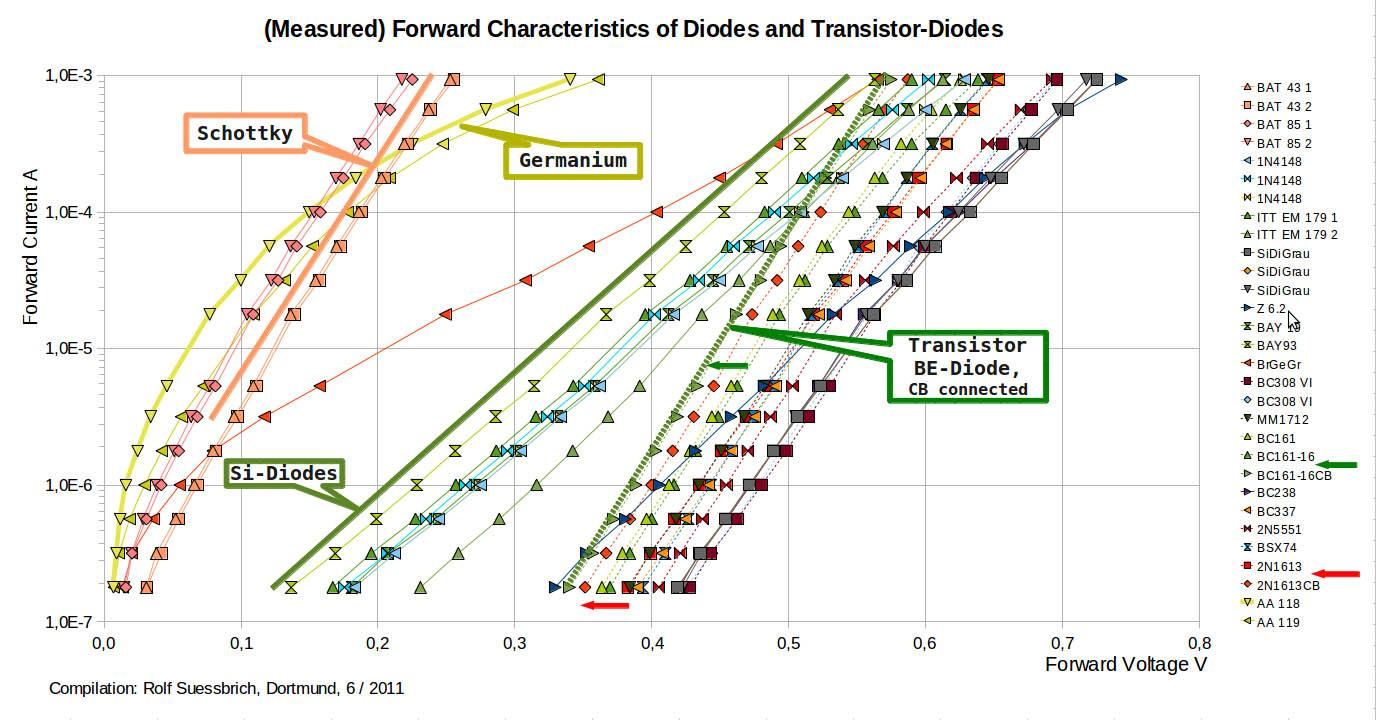
Gràfic I–V (corrent vs. voltatge) de diversos díodes, inclòs 1N4148